# Hugh Wolff
Hugh Wolff   (París, 21 d'octubre de 1953) és un director d'orquestra nord-americà.
Nascut a França, mentre el seu pare exercia al Servei d'Exteriors nord-americà, Wolff va passar els seus anys primaris a Londres. Va rebre els seus estudis superiors al Conservatori de Harvard i Peabody. Entre Harvard i Peabody, va passar un any a París on va estudiar composició amb Olivier Messiaen i direcció amb Charles Bruck. A Peabody, va estudiar piano amb Leon Fleisher.
Wolff va començar la seva carrera el 1979 com a director d'orquestra de Mstislav Rostropóvitx a l'Orquestra Nacional Simfònica, a Washington, DC El juny de 1985, va ser el primer guanyador del premi "Seaver/National Endowment for the Arts Conductors Award". Va ser director musical de la Filharmònica del nord-est de Pennsilvània de 1981 a 1986. A continuació, Wolff va exercir com a director musical de l'Orquestra Simfònica de Nova Jersey des de 1986 fins a 1993. Des de 1988 fins a 1992, Wolff va ser director principal de Saint Paul Orquestra de Cambra i després va exercir de director musical des del 1992 fins al 2000. Va ser director principal del Festival de música "Grant Park" des del 1994 fins al 1997.
A Europa, Wolff va ser director titular de l'Orquestra Simfònica de la Radio de Frankfurt (que va canviar el seu nom alemany de Radio-Sinfonie-Orchester Frankfurt a "hr-Sinfonieorchester" el 2005) des del 1997 fins al 2006. Des del setembre del 2017 ha estat el director titular de l'orquestra nacional de Bèlgica.
Wolff ha gravat àmpliament per a Teldec, Sony i altres, ha estat nominat tres vegades per a un Grammy i ha guanyat dues vegades el Premi Clàssic de Cannes. La seva discografia inclou les simfonies completes de Beethoven amb l'Orquestra de la Ràdio de Frankfurt. Com a director d'orquestra ha acompanyat enregistraments de Rostropovich, Yo-Yo Ma, Joshua Bell, Hilary Hahn, Jean-Yves Thibaudet, Dawn Upshaw, Thomas Hampson, Jennifer Larmore i el guitarrista de jazz John Scofield. Wolff també és director d'orquestres i ensenya direcció d'orquestra al Conservatori de Música de Nova Anglaterra a Boston, Massachusetts.
Wolff viu a Boston amb la seva dona, l'arpista i compositora Judith Kogan. Tenen tres fills.